# Mizpah
Mizpah is een plaats (city) in de Amerikaanse staat Minnesota, en valt bestuurlijk gezien onder Koochiching County.

## Demografie
Bij de volkstelling in 2000 werd het aantal inwoners vastgesteld op 78.
In 2006 is het aantal inwoners door het United States Census Bureau geschat op 74, een daling van 4 (-5,1%).

## Geografie
Volgens het United States Census Bureau beslaat de plaats een oppervlakte van
7,8 km², geheel bestaande uit land. Mizpah ligt op ongeveer 420 m boven zeeniveau.

## Plaatsen in de nabije omgeving
De onderstaande figuur toont nabijgelegen plaatsen in een straal van 36 km rond Mizpah.